# 東市来町神之川
東市来町神之川（ひがしいちきちょうかみのかわ）は、鹿児島県日置市の大字。旧薩摩国日置郡市来郷神之川村、日置郡東市来村大字神之川、日置郡東市来町大字神之川。郵便番号は899-2204。人口は100人、世帯数は49世帯（2020年10月1日現在）。

## 地理
日置市の西部、神之川下流域の右岸に位置する。字域の北方には日置市東市来町伊作田、南方には日置市東市来町南神之川、東方には日置市東市来町宮田にそれぞれ接しており、西方は東シナ海に面している。
神之川沿岸は水田が多く農業を主体とした地域となっている。
1950年（昭和25年）までは字域内に教育施設が存在しなかったが、同年に東市来町立伊作田小学校川原分校が設置された。1956年（昭和31年）には下伊集院村大字神之川の一部を東市来町が編入した際には、編入した区域（現在の日置市東市来町南神之川）の児童を受け入れた。1975年（昭和50年）に本校に統合され、廃校となった。

### 河川
- 神之川

## 歴史

### 神之川の成立と江戸期
神之川（市来郷における）という地名は江戸期より見え、薩摩国日置郡市来郷（外城）のうちであり、村高は「天保郷帳」97石余、「旧高旧領取調帳」には218石余であったと記されている。
物産として陶土が産出されており、苗代川村（現在の日置市東市来町美山）で生産される薩摩焼の原材料として用いられたとされる。
また、河川である神之川を挟み南側に隣接していた、伊集院郷神之川村（現在の日置市東市来町南神之川及び日置市日吉町神之川）と、市来郷神之川村は村名は同一であるが、江戸期より別の村として扱われており、町村制施行時には市来郷の神之川村は東市来村、伊集院郷の神之川村は下伊集院村と別々の自治体に属している。

### 町村制施行以後
1889年（明治22年）に町村制が施行されたのに伴い、市来郷のうち東半分の区域から東市来村が成立し、それまでの神之川村は東市来村の大字「神之川」となった。1937年（昭和12年）には東市来村が町制施行し東市来町となり、東市来町の大字となった。
2005年（平成17年）5月1日に東市来町が日置郡伊集院町、吹上町、日吉町と合併し日置市が成立した。この合併に先立って設置された法定合併協議会である「日置中央合併協議会」において大字名については「字の区域は、現行どおりとし、現行の字の名称の前に当該字の属する合併前の町の名称を付し、字の名称を変更する。」と協定された。合併日の2005年（平成17年）5月1日に鹿児島県の告示である「 字の名称の変更」が鹿児島県公報に掲載された。この告示の規定に基づき即日大字の名称変更が行われ、大字名が「神之川」から「東市来町神之川」に改称された。

## 人口
以下の表は国勢調査による小地域集計が開始された1995年以降の人口の推移である。
| 統計年             | 統計年 | 人口 | 人口 |
| ------------------ | ------ | ---- | ---- |
| 1995年（平成7年）  | [ 10 ] | 157  |      |
| 2000年（平成12年） | [ 11 ] | 138  |      |
| 2005年（平成17年） | [ 12 ] | 132  |      |
| 2010年（平成22年） | [ 13 ] | 114  |      |
| 2015年（平成27年） | [ 14 ] | 93   |      |
| 2020年（令和2年）  | [ 3 ]  | 100  |      |

## 施設

### 寺社
- 諏訪神社
建御名方命、天照皇大神、倉稲魂命を祀る神社であり、島津忠久が薩摩に下向した際に丸田氏が日置の地頭に任命された山田式部少輔有実を迎えに鎌倉に派遣した際、丸田氏が鎌倉から勧請し創建したものとされる。明暦元年に再建されている[15]。

## 小・中学校の学区
市立小・中学校に通う場合、学区（校区）は以下の通りとなる。
| 大字           | 区域 | 小学校               | 中学校               |
| -------------- | ---- | -------------------- | -------------------- |
| 東市来町神之川 | 全域 | 日置市立伊作田小学校 | 日置市立東市来中学校 |

## 交通

### 道路
一般国道
- 国道270号